# Abou Bakr Effendi
Œuvres principales
Bayānu ddīn (en afrikaans moderne : Uiteensetting van die godsdiens, ou Exposé de la religion)
Abou Bakr Effendi, né à Khoshnaw dans la province de Shehrizor en 1835 et mort le 29 juin 1880, est un cadi d'origine kurde, envoyé au Cap sur l'ordre du sultan ottoman à la requête de la reine Victoria.

## Biographie
La lignée généalogique d'Abou Bakr Effendi remonte au Prophète Mahomet et à la tribu Makkan des Quraych.
À Van Selms, Omar Ǧalālu ddīn, le fils d'Abou Bakr, raconte que son père reçoit son éducation dans la province de Shehrizor, dans la médersa établie par son ancêtre Amir Sulayman, et qu'après la mort de son père, il poursuit ses études à Constantinople et à Bagdad.  Alors qu'il est dans cette dernière ville, une invasion de Bédouins dans le Soran contraint la famille (ou la tribu) d'Abou Bakr Effendi à migrer vers la région d'Erzurum,, où, en 1861, Abou Bakr les rejoint, et où il enseignera à l'École centrale islamique de Sarayönü.
Toujours selon Omar Ǧalālu ddīn, un hiver, lorsque le clan souffre de la famine, Abou Bakr Effendi se rend à Constantinople pour implorer le sultan Abdülmecid Ier de les aider.  Par coïncidence, la cour impériale vient de recevoir la demande de la reine Victoria de procurer un soutien d'ordre spirituel et de nature religieuse aux Malais du Cap.  Plutôt que de pourvoir de nourriture les nécessiteux d'Erzurum, le sultan décide alors d'envoyer Bakr Effendi au Cap, où il arrive en 1862,, comme professeur de religion musulmane et de langue arabe et pour y résoudre certains conflits religieux divisant la communauté musulmane malaise.
Ainsi, dans son livre, le Bayānu ddīn, Abou Bakr Effendi émet un jugement par lequel il affirme que les crustacés, en particulier les écrevisses, sont interdits (car harâm) à la consommation.  Mais il en résulte un conflit au sein de la communauté musulmane majoritairement chaféite du Cap, et la question est même débattue à La Mecque.  Certains des imams et des cheikhs du Cap, estimant qu'il n'y a aucune preuve catégorique quant à l'inacceptabilité de la consommation d'écrevisses, adressent une requête au gouverneur Sir Philip Wodehouse pour que l'on renvoie le cadi du Cap.
Selon son fils, Abou Bakr Effendi se marie deux fois en Afrique du Sud : la première fois avec une femme issue de la communauté des « hollandais », c'est-à-dire des afrikanophones, du Cap ; la seconde, avec une fille de Jeremiah Cook (un parent du célèbre capitaine Cook), qui est la mère d'Omar. 
L'activité d'Abou Bakr Effendi en Afrique du Sud montre que la politique missionnaire ottomane n'émane pas de l'initiative d'Abdülhamid II, mais commence sous ses prédécesseurs, bien que ce sultan la poursuive avec plus de vigueur, toutefois, sans remporter de grands succès parce que, dans la plupart des cas, ses envoyés aux communautés musulmanes en dehors de l'Empire ottoman ne disposent pas des compétences linguistiques suffisantes.  À cet égard, Abu Bakr Effendi est mieux équipé : il sait communiquer efficacement avec les personnes auxquelles il est envoyé.

## Bayānu ddīn
Le Bayānu ddīn s'inspire du plus récent manuel de base faisant autorité de l'école du droit hanafite, en usage dans l'Empire ottoman depuis le XVIe siècle : Multaqā'l-abḥur (Les Devoirs religieux de l'islam) d'Ibrāhīm ibn Muḥammad al-Ḥalabī.
Selon la préface turque du Bayānu ddīn (en afrikaans moderne : Uiteensetting van die godsdiens, ou Exposé de la religion), Bakr Effendil aurait appris le « hollandais du Cap », soit le dialecte qu'était l'afrikaans à l'époque, et écrit plusieurs ouvrages sur le rituel musulman.  Apparemment, ses ouvrages auraient tous porté le même caractère : un court morceau en arabe, suivi d'une traduction et d'une exégèse des textes dans une langue de transition entre le néerlandais et l'afrikaans, en caractères persans-arabes.  Hormis cet ouvrage, aucun autre n'a été retrouvé jusqu'à ce jour.  Il n'est pas exclu qu'ils n'aient existé que sous forme de manuscrit.  Selon toute vraisemblance, l’Exposé de la religion est le seul à avoir été imprimé,  bien que la préface turque prétende que le Bayānu ddīn et le Marāṣidu ddīn (en afrikaans moderne : Waarnemingsposte van die godsdiens, ou Mission d'observation de la religion) auraient été publiés conjointement par l'imprimerie d'État à Constantinople.  Il se peut que cela ait été l'intention, autant celle d'Abou Bakr que celle du gouvernement ottoman, mais on renonce sans doute à la publication du deuxième ouvrage après celle du premier.  Quoi qu'il en soit, le manuscrit de l’Exposé de la religion a été achevé en l'an 1286 de l'ère musulmane, comme indiqué dans la préface arabe, et donc en 1869 apr. J.-C.  Il faut beaucoup de temps avant que ne soit imprimé l'ouvrage, qui donne comme date de publication 1294, soit 1877 apr. J.-C.
L'ouvrage est divisé en huit « livres » (kitāb) très inégaux en longueur, comme en fait preuve la table des matières, dont on conserve ici la pagination originale, traduite en français :
1. Le livre du rituel de purification, p. 2-66 ;
2. Le livre de la prière rituelle, p. 66-219 ;
3. Le livre de l'impôt religieux, p. 219-258 ;
4. Le livre du jeûne, p. 258-284 ;
5. Le livre de l'abattage du bétail, p. 284-302 ;
6. Le livre des interdits religieux, p. 302-344 ;
7. Le livre des boissons, p. 344-349 ;
8. Le livre de la chasse, p. 349-354.
Le tirage, dont on ne connaît pas le nombre exact d'exemplaires, est sans doute envoyé au Cap.  En 1952, à son domicile, le fils d'Abou Bakr, Omar Ǧalālu ddīn, déjà très âgé, montre un stock considérable d'exemplaires à Adrianus van Selms, qui achète quelques exemplaires à Adèle Baker Effendi.  Peu après, celle-ci retourne à la terre de ses ancêtres, le Kurdistan ; aucune trace ne subsiste des exemplaires invendus,.  La première édition n'étant pas encore épuisée après près d'un siècle, on peut conclure que le succès de cet ouvrage auprès de la communauté malaise du Cap n'a pas été grand.  La raison en est que l'islam connaît quatre écoles du droit musulman, chacune considérée comme orthodoxe par les trois autres, ce qui n'implique pourtant pas qu'une communauté musulmane puisse facilement passer d'une école à une autre.  Descendant de la population musulmane de l'Asie du Sud-Est, les Malais du Cap appartiennent à l'école chaféite, alors que, dans l'Empire ottoman, on suit l'école hanafite.  L'instruction du hanafite Abou Bakr se heurte donc à l'opposition de la plupart des Malais du Cap, mais il existe tout de même toujours un groupe de Malais au Cap qui suit la pratique hanafite.
Ce sont Mia Brandel-Syrier et Adrianus van Selms qui, respectivement par la publication de la traduction anglaise du texte arabe et par l'adaptation en afrikaans moderne, ont réussi à faire sortir Abou Bakr Effendi de l'oubli.
Non seulement il s'agit d'un des rares ouvrages arabo-afrikaans (terme employé par Van Selms), mais il s'agit également de l'un des premiers textes écrits dans quelque variante de l'afrikaans que ce soit ; par conséquent, il présente un grand intérêt pour l'histoire linguistique.

## Ressources